# Тайов (район Банска Бистрица)
Тайов (словац. Tajov, венг. Tajó) — деревня района Банска-Бистрица Банскобистрицкого края Словакии.
Расположена в центральной Словакии, в районе горного массива Кремницке Врхи, части Словацкого Стредогорья близ г. Банска-Бистрица.
Население — 563 жителя (2011).

## История
История села восходит к XIV веку. Первое письменное упоминание относится к 1544 году. С 1544 по 1616 год известна под названием Тайова, с 1616 по 1786 — Тейба, затем носила венгерское название Тайо. С 1882 года — Тайов.
В 1496—1500 годах в районе деревни работало медеплавильное предприятие. Выплавка меди достигла наибольшего расцвета в XVI веке, когда здесь трудилось от 70 до 100 работников. В 1828 году Тайов насчитывал 348 жителей и 53 дома.

## Население
| Год:                | 1994 | 2004     | 2014     | 2024     |
| ------------------- | ---- | -------- | -------- | -------- |
| Количество человек: | 391  | 504      | 598      | 661      |
| Разница:            |      | +28,90 % | +18,65 % | +10,53 % |

## Достопримечательности
- Церковь Иоанна Крестителя
- Средневековый туннель у Тайова

## Известные уроженцы
- Грешко, Вратислав (род. 1977) — словацкий футболист.
- Мургаш, Йозеф (1864—1929) — словацкий изобретатель, пионер в использовании беспроволочного телеграфа.
- Тайовский, Йосеф (1874—1940) — словацкий писатель.